# Звіряка Євстафій Федорович
Звіряка Євстафій Федорович (*1748, Переволочна — †28 квітня 1829, Кишинів) — український медик з Гетьманщини, доктор медицини, статський радник, педагог. Випускник Києво-Могилянській академії.

## Біографія
Народився у сім'ї священика. 1759–1770 навчався у Києво-Могилянській академії, по закінченню якої на власний кошт вступив до Санкт-Петербурзької сухопутної госпітальної школи. Завдяки своїм видатним здібностям вже через півроку отримав звання підлікаря і відповідну посаду в Санкт-Петербурзькому сухопутному шляхетському кадетському корпусі.
Під час Російсько-турецької війни 1768—1774 служив на Кавказі. 1773 брав участь у боротьбі з чумою на Кубані.
Вийшовши у відставку (1776), виїхав до Лондона для підготовки докторської дисертації. Там вивчав анатомію, хірургію, фізіологію та натуральну історію. Свої знання удосконалював в Едінбурзькому університеті, де 1779 захистив докторську дисертацію «De essentia sanguinis» («Про властивості крові»). Після цього ще 3 роки стажувався у Швейцарії, Франції та Німеччині.
Повернувшись займав одну з провідних медично-адміністративних посад у Російській імперії — директора Економічної канцелярії Санкт-Петербурзької медичної колегії (1782–1785). Погіршення стану здоров'я змусило його 1785 вийти у відставку, після чого він кілька років займався приватною практикою в Москві, а потім повернувся в Україну (м. Берислав Херсонської губернії).
1794 Санкт-Петербурзька медична колегія призначила його на посаду професора хімії та медичної практики першого на сході України вищого медичного навчального закладу — Єлисаветградської медичної-хірургічної школи, відкритої Г. О. Потьомкіним (1787) під час Російсько-турецької війни 1787—1791 для підготовки лікарів для армії і Чорноморського флоту. Саме тоді тут працював соратник Д. Самойловича і єдиний її директор — штаб-лікар П. Н. Шарой, майбутній професор Московського університету Є. Й. Мухін та інші відомі вчені.
Після закриття імператором Павлом І школи (1797), що була створена без відома Санкт-Петербурзької медичної колегії, очолював Єлисаветградський генеральний сухопутний госпіталь, який також незабаром припинив своє існування. 1798 одержав призначення до Миколаївського морського госпіталю, де займався питаннями морської медицини і медичного забезпечення Чорноморського флоту. Ставши 1800 лікарем Дубосарського карантину, протягом 16 років займався удосконаленням карантинної служби та проблемою запобігання особливо небезпечним інфекціям. 1812 на запрошення Херсонського губернатора Рішельє брав участь у боротьбі з епідемією чуми в Одесі. За карантинну службу та самовіддану боротьбу з епідемією чуми удостоєно звання статського радника. Після створення Бессарабської губернії, починаючи з жовтня 1816 і до кінця життя, був інспектором губернської лікарської управи, приділяючи особливу увагу комплектуванню медичного персоналу і розвитку аптечної мережі.